# Clésio Facco
Clésio Facco, S.A.C. (Nova Palma, 1 de abril de 1971) é um prelado brasileiro da Igreja Católica, desde 2025 é o bispo de Uruguaiana.

## Biografia
Em 1987 ingressou no Seminário Rainha dos Apóstolos em São João do Polêsine com os Palotinos, onde realizou o ensino médio e o primeiro ano de postulado. Em 1991, passou a residir no Colégio Máximo Palotino em Santa Maria, onde realizou os estudos filosóficos e teológicos no Instituto de Filosofia e Teologia Santa Maria, mais tarde Faculdade Palotina (FAPAS). Em 1993 fez o ano de noviciado na cidade de Cascavel. Fez a sua primeira consagração na União do Apostolado Católico, através da Sociedade do Apostolado Católico, no dia 25 de março de 1994.
Em 17 de maio de 1997, realizou a sua consagração perpétua no Seminário Rainha dos Apóstolos em Vale Vêneto. No dia 29 de junho de 1997 foi ordenado diácono pelo bispo de Santa Maria Dom Ivo Lorscheiter em Santa Maria e no dia 14 de dezembro seguinte, recebeu a ordenação presbiteral em Vila Cruz, Nova Palma, de Ângelo Domingos Salvador, O.F.M. Cap., bispo de Cachoeira do Sul.
Após sua ordenação, em 1998 foi vigário paroquial na Paróquia Nossa Senhora de Fátima, em Dourados; de 1999 a 2001, foi professor, formador e reitor do Seminário Rainha dos Apóstolos em Vale Vêneto; de 2002 a 2005 foi reitor do postulado no Seminário São Vicente Pallotti, em Palotina e neste período também fez parte do Conselho de Presbíteros da Diocese de Toledo; do final de dezembro de 2005 até fevereiro de 2007 foi vigário paroquial na Paróquia São Vicente Pallotti, em Roma, neste período também frequentou parte do curso de Espiritualidade no Instituto de Espiritualidade da Pontifícia Universidade Gregoriana; de março de 2007 até janeiro de 2010 foi pároco da Paróquia Nossa Senhora de Fátima, em Fátima do Sul.
A partir de fevereiro de 2010 até sua ordenação episcopal residiu em Santa Maria, onde exerceu várias atividades: de março de 2010 a fevereiro de 2013 foi Diretor da Gráfica Pallotti; de março de 2010 a abril de 2012 foi Secretário Provincial; de março de 2011 até dezembro de 2015 foi Diretor da Escola Vicente Pallotti; de janeiro de 2011 a abril de 2016 foi Conselheiro Provincial; em 2012 foi vigário paroquial na paróquia Santo Antônio; de 20 de abril de 2012 a 27 de abril de 2016 e 1 de janeiro de 2023 até a nomeação episcopal foi Ecônomo Provincial; de 28 de abril de 2016 a 31 de dezembro de 2022, foi Vigário e Reitor Provincial da Província Nossa Senhora Conquistadora de Santa Maria e neste mesmo período fez parte do Conselho de Presbíteros da Arquidiocese de Santa Maria.
Em 28 de maio de 2025, o Papa Leão XIV o nomeou como bispo de Uruguaiana. Recebeu sua ordenação episcopal em 17 de agosto seguinte, na Catedral de Sant'Ana de Uruguaiana, de Dom Leomar Antônio Brustolin, arcebispo de Santa Maria, coadjuvado por Dom Edgar Xavier Ertl, S.A.C., bispo de Palmas–Francisco Beltrão e por Dom José Mário Angonese, arcebispo de Cascavel. Na mesma cerimônia, fez sua entrada solene.